# Szpital dla Nerwowo i Psychicznie Chorych w Starogardzie Gdańskim
Szpital Psychiatryczny w Kocborowie – jeden z największych i najstarszych w Polsce zakładów psychiatrycznych, znany obecnie jako Szpital dla Nerwowo i Psychicznie Chorych im. Stanisława Kryzana w Starogardzie Gdańskim. Znajduje się przy ulicy Skarszewskiej 7.

## Historia i współczesność
Szpital powstał na terenie dawnego obszaru dworskiego Kocborowo na mocy uchwały sejmiku prowincjonalnego Prus Zachodnich z dnia 24 lutego 1893. Pierwotny plan zakładał budowę zakładu psychiatrycznego dla 1000 pacjentów, który jednocześnie odciąży przepełnione istniejące zakłady w Wejherowie i Świeciu. W trakcie inwestycji zmodyfikowane plany zakładały przyjęcie pierwszych 150 chorych na rok przed planowanym terminem ukończenia prac oraz budowę obiektów na 640 chorych do 1 października 1896. Pierwsi pacjenci zostali przyjęci 30 grudnia 1895. Całą inwestycję dla docelowej liczby 1000 pacjentów ukończono ostatecznie w 1905. Po przejęciu administracji szpitala przez władze polskie w 1920, pierwszym dyrektorem naczelnym został dr Stanisław Kryzan. W latach 1939 i 1940 Niemcy zamordowali pacjentów szpitala w Lesie Szpęgawskim.
Aktualnie szpital opiekuje się 800 pacjentami leczonymi w 18 oddziałach (ogólnopsychiatrycznych męskich i żeńskich, młodzieżowym, detoksykacji i leczenia uzależnień, terapii uzależnień, psychiatrii sądowej, leczenia nerwic, psychosomatycznym, psychogeriatrycznym). Jego dawną filią był gdański szpital „Srebrzysko”.
Dyrektorem szpitala jest lek. med. Jacek Bielan.
Na terenie szpitala (będąc jednak osobną jednostką administracyjną) znajduje się Regionalny Ośrodek Psychiatrii Sądowej, dysponujący oddziałami psychiatrycznymi o maksymalnym stopniu zabezpieczenia.

## Budynek szpitala
Budynki zespołu szpitala utrzymane są w jednolitej stylistyce charakterystycznej dla Prus końca XIX wieku, nawiązującej do surowości gotyku krzyżackiego, z na ogół skromnymi elementami zdobniczymi (budynki z czerwonej cegły). Charakterystycznym krajobrazowym akcentem zespołu jest wodociągowa wieża ciśnień, wyposażona w zegar wieżowy. Obok budynków oddziałów szpitala i zaplecza gospodarczo-administracyjnego, wybudowano także zespoły budynków mieszkalnych dla pracowników szpitala, zlokalizowane na obrzeżach zespołu, a także kaplicę na tyłach, przylegającą do malowniczego przyszpitalnego czynnego cmentarza. Na cmentarzu znajdują się, m.in.: groby i tablice pamiątkowe pierwszych dyrektorów szpitala oraz ofiar II wojny światowej.
Park zespołu szpitalnego, a w szczególności jego część na cmentarzu, jest siedliskiem wielu gatunków ptaków, m.in. dzięciołów, kowalików, grzywaczy, sójek, kwiczołów.
Całość zespołu szpitala jest bardzo dobrze zachowana i utrzymywana w niemal niezmienionej formie (np. pozostawiona zabytkowa stolarka okienna). Cenna pamiątka spuścizny materialno-kulturowej dawnych Prus Zachodnich.